# Енні Маундер
Енні Скотт Ділл Рассел, у шлюбі Маундер FRAS (англ. Annie Scott Dill Maunder; 14 квітня 1868 — 15 вересня 1947) — ірландсько-британська астрономка, яка зафіксувала перші докази руху сонячних плям від полюсів до екватора протягом 11-річного циклу Сонця. Одна з провідних осіб свого часу, які досліджували астрономію. Попри досягнення, її часто не згадували в наукових публікаціях та не надавали належного визнання від наукової спільноти через поширені в той час упередження до жінок. 1916 року обрана до Королівського астрономічного товариства через 21 рік після того, як їй відмовили в членстві через її стать.

## Ранні роки
Енні Скотт Ділл Рассел народилася в 1868 році в Мансі, Страбейн, графство Тайрон, Ірландія, у сім'ї Вільяма Ендрю Рассела та Гессі Несбітт Рассел (до шлюбу Ділл). До 1882 року її батько був служителем пресвітеріанської церкви в Страбені. Її мати була донькою служителя тієї ж церкви. Енні була однією з шести дітей, які виховувалися у побожній християнській родині з «серйозним вихованням». Усі діти були талановитими вченими високого рівня. Її старша сестра, Гстер Ділл Рассел (у шлюбі Сміт), вивчала медицину під керівництвом Елізабет Гарретт Андерсон у Лондонській школі медицини для жінок, яка була однією з перших у світі вищих навчальних закладів для жінок-медикинь. 1891 року Гестер стала першою учасницею випускного іспиту на звання магістра. Гестер стала медичною місіонеркою в Індії, а пізніше взяла шлюб з медичним місіонером.
Енні та її сестра Гестер здобули середню освіту в Жіночій колегіальній школі в Белфасті, яка згодом стала Вікторійським коледжем. Здобувши приз на іспиті середньої школи 1886 року у віці 18 років, Енні склала відкритий вступний іспит на отримання стипендії Girton і отримала трирічну стипендію у розмірі 35 фунтів стерлінгів на рік.
Енні Рассел навчалася в Гертон-коледжі у Кембриджі, а 1889 року склала іспити в Гертоні на диплом із відзнакою як найкраща особа-математик свого року. Тут вона також отримала рейтинг Senior Optime (еквівалент другого класу в інших університетах) у списку результатів університету. Енні Рассел була першою жінкою з Ірландії, яка отримала це звання. Її наставником з математики був співробітник чоловічого коледжу. Він похвалив її за здатність «з таким успіхом занурюється в роботу, незважаючи на те, що має більш ніж звичайні, навіть для жінки, фізичні вади, недостатню попередню підготовку». Однак сексизм в освіті того часу не дозволив їй здобути ступінь бакалавра, якого вона досягла; до 1948 року Кембридж не присуджував жінкам освітні ступені.

## Особисте життя
28 грудня 1895 року в пресвітеріанській церкві в Гринвічі 27-річна Енні Рассел одружилася з 45-річним Волтером Маундером, розлученим батьком п'яти дітей. В шлюбі дітей не мала. Різниця у віці з чоловіком становила 17 років, а з його старшим сином — 9 років. Найстаршому з дітей був 21 рік, а наймолодшому — 7. Енні Маундер описували як людину з активним розумом і «жвавою уявою в поєднанні з невтомним завзяттям у пошуку доказів і опрацюванні деталей, перш ніж робити будь-які висновки». Чоловік помер 1928 року у віці 76 років. Енні Маундер померла 1947 року у віці 79 років у Вандсворті, Лондон.

## Астрономічні дослідження

### Робота в Королівській обсерваторії в Гринвічі
Дізнавшись про вакансію в Гринвіцькій обсерваторії на початку 1890 року, Енні Рассел активно шукала цю роботу. Вона багато разів писала до Королівської обсерваторії з проханням розглянути її кандидатуру на цю посаду. Однак лише коли її батько подав запит, щоб вона отримала роботу, впливовий промоутер, сер Роберт Болл, написав їй рекомендаційного листа. Рік Рассел працювала вчителькою математики в Жіночій середній школі на острові Джерсі, поки їй не запропонував посаду в обсерваторії головний помічник Герберт Голл Тернер. У 1891 році Рассел почала працювати в Королівській Гринвіцькій обсерваторії однією з «обчислювачок», призначених для сонячного відділу. Це був спеціальний відділ, створений у 1873 році для фотографування сонця. Енні Рассел запропонували 4 фунти стерлінгів на місяць, чого ледве вистачало на життя, адже як вчителька вона заробляла 8 фунтів стерлінгів на рік і була забезпечена житлом.
Енні Рассел працювала під керівництвом Волтера Маундера над гринвічською програмою фотогеліографів. В її обов'язки входило використання фотогеліографа Dallmeyer для фотографування сонячних плям, визначення їхнього розташування та визначення властивостей. Вона допомагала Маундеру та витратила багато часу на фотографування Сонця. Вона також відстежувала переміщення великої кількості сонячних плям, викликаних сонячним максимумом 1894 року. Серед них гігантська сонячна пляма в липні 1892 року, яка була спричинена магнітною бурею, що призвело до найбільшої за всю історію плями в Гринвічі на той час. У перший рік навчання в Гринвічі (1891) кількість зареєстрованих спостережень у сонячному відділенні в 7 разів перевищила середню кількість записів за останні 35 років. Хоча їй це не приписували, 1892 року Маундер висунув її на стипендію Королівського астрономічного товариства. У листопаді 1894 року Маундер призначив її редакторкою журналу Британської астрономічної асоціації (BAA), який на той час був президентом. На цій посаді вона перебувала 35 років.

### Співпраця з чоловіком
Після одруження з Волтером Маундером в 1895 році Енні Рассел Маундер була змушена залишити роботу в обсерваторії, оскільки одруженим жінкам заборонялось працювати на державній службі. Вважається, що «схема жіночого обчислення починалася як експеримент, мала обмежений час і більше не повторювалася». Минуло 40 років, перш ніж у Королівській обсерваторії разом із чоловіками взяли ще одну жінку-астрономку. Це свідчило про відсталі погляди того часу на роль жінок у науці. 
Проте шлюб не перешкодив Енні Маундер продовжити займатися астрономією. Вона супроводжувала чоловіка в експедиціях сонячного затемнення. Він відповідав за фінансування та організацію експедицій через Національний комітет затемнень Королівської обсерваторії Гринвіча. Енні Маундер брала участь у п'яти експедиціях на затемнення з Британською астрономічною асоціацією (БАА). Її перша експедиція відбулася 1896 року в Норвегії. Під час експедиції до Індії в 1898 році чоловік не був призначеним учасником експедиції, тому вони з ним поїхали самі.

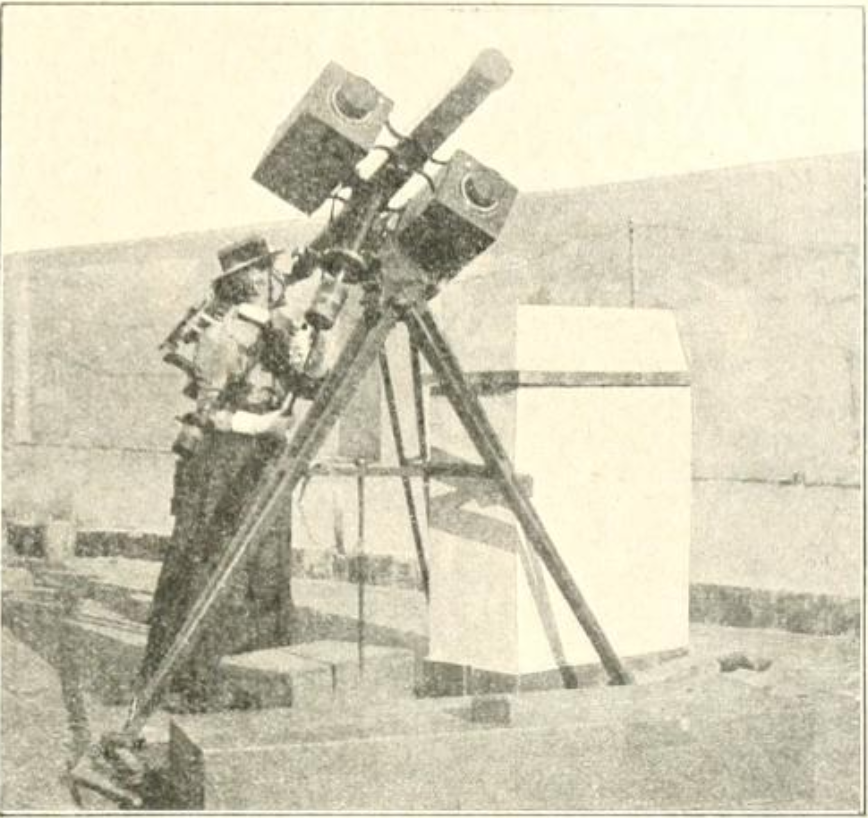
Енні Маундер і дві її камери за роботою в Алжирі 1900 року. Сфотографувала її падчерка Едіт Маундер.

1897 року Енні Маундер отримала грант від Гертон-Коледж на придбання короткофокусної камери з об'єктивом діаметром 1,5 дюйма, яку вона брала з собою в експедиції. Використану лінзу виготовив TR Dallmeyer, відомий лондонський оптик. Вона використовувала цю камеру для фотографування зовнішньої сонячної корони в Індії в 1898 році. За допомогою цієї камери вона зафіксувала найдовший промінь, корональний стример, який бачили на той час за допомогою свого власного обладнання, яким керувала та розробила сама. Її камера була розроблена з великим полем зору для фотографування Чумацького Шляху, що дозволяло шукати слабку та віддалену корону. Щоб сфотографувати затемнення, Маундер зробила серію фотографій за допомогою своєї камери з різними експозиціями протягом кількох хвилин повного затемнення. На її фотографіях зафіксовано потік від Сонця, який простягнувся на 10 мільйонів кілометрів. Ірландська наукова письменниця Агнес Мері Клер зазначила: «Місіс Маундер своєю крихітною лінзою перевершила всі великі інструменти». Опис Енні Маундер напрямку та руху частинок у короні, які вона спостерігала, описує прийняту нині структуру спіралі Паркера сонячного вітру.

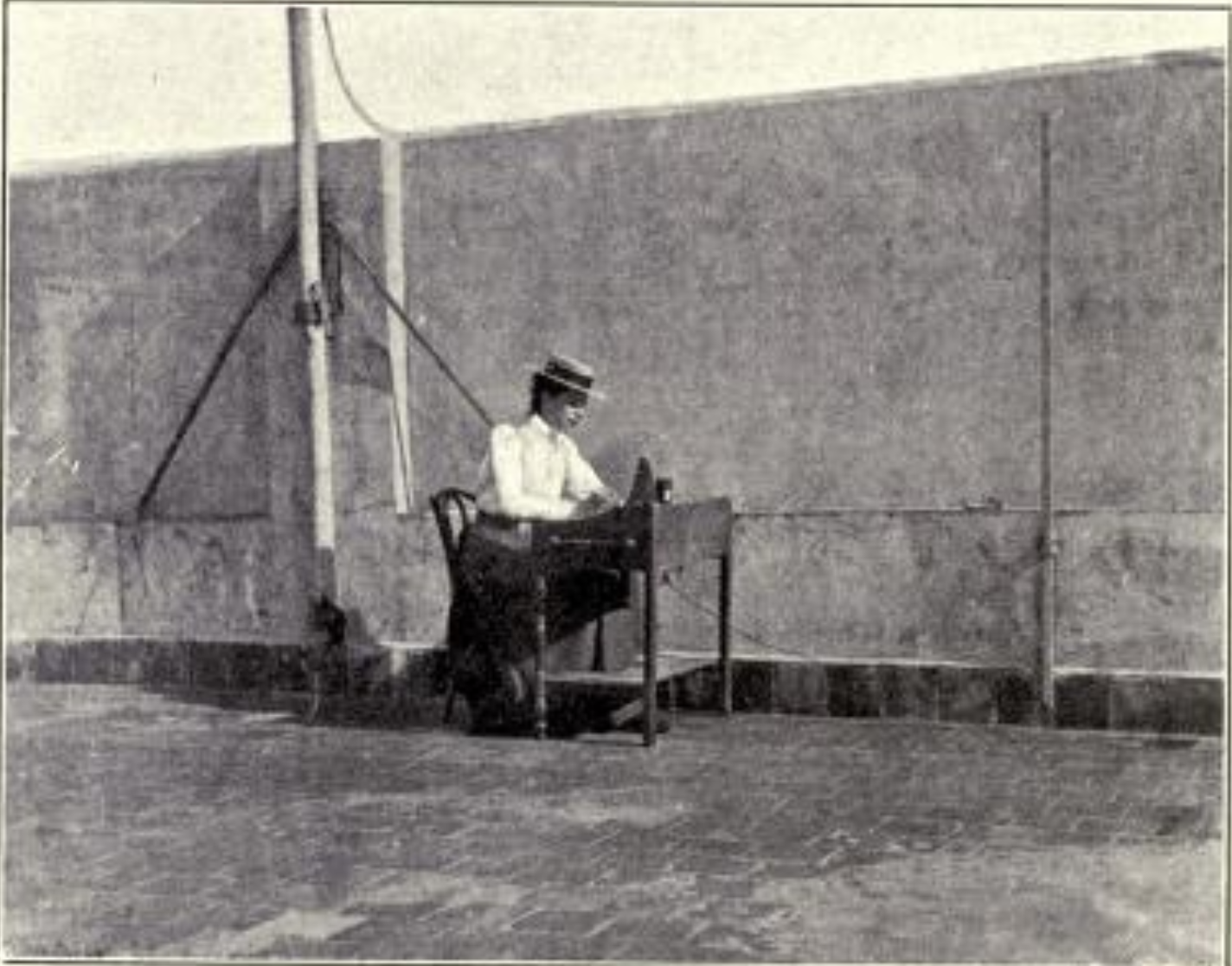
Едіт Маундер називає час на сонячному затемненні в Алжирі, 1900 рік.

У 1900 році Маундер разом з іншими членами БАА вирушила до Алжиру, щоб спостерігати повне затемнення Сонця 28 травня того ж року. Її падчерки Едіт та Ірен приєдналися до спостереження, Едіт стежила за часом, а Ірен фотографувала; Ірен опублікувала звіт про свій досвід затемнення в журналі БАА. Членкинями асоціації, які супроводжували її, були Мері Акворт Евершед, Ліліан Мартін-Лік і К. O. Стівенс. Вона сфотографувала корону та спостерігала «шлейф», схожий на промені, ввівши термін, який використовується досі.
У травні 1901 року Маундери вирушили в сонячну експедицію на Маврикій, у якій Енні не була включена як офіційна спостерігачка (хоча її чоловік був), і вона була змушена оплачувати дорогу самостійно. Оскільки Маундер не була офіційною спостерігачкою, вона вирішила піти в окреме місце, щоб сфотографувати затемнення. З двох опублікованих коронних фотографій Маврикія одна була зроюлена неї, а друга її чоловіком. Єдиною експедицією, в якій були оплачені витрати Енні Маундер, була експедиція до Канади, куди Маундерів запросив і спонсорував канадський уряд.

### Публікації
У 1904 році Енні Маундер з чоловіком створили діаграму метелика для аналізу сонячних плям, що показує широту сонячних плям у часі. Діаграма метелика, співавторкою якої єЕнні Маундер, «є одним із найпотужніших зображень внутрішньої роботи Сонця». Спочатку на папері було два висушених метелика, але після 11-12-річного курсу було додано третього. Маундер не було вказано як співавторку статті її чоловіка під діаграмою метелика. У 1943 році Сідні Чепмен, президент Королівського товариства, використав діаграму метелика як тему свого президентського звернення 1943 року, на честь за те, що вона вважала своїми «найдорожчими творами». Діаграма метелика в даний час знаходиться в High Altitude Observatory. Під час Другої світової війни Енні Маундер передала схему метелика Волтеру Ору Робертсу (директору Висотної обсерваторії).
Маундер разом з чоловіком написала ще деякі роботи. 1907 року вона опублікувала статтю, яка охоплювала «аналіз величезного набору даних про сонячні плями, які були зібрані в ROG, охоплюючи 1889—1901» як єдина авторка. Цей аналіз містив дані, збір яких тривав 13 років, і 19 таблиць результатів. У цій статті вона виявила асиметрію схід-захід у сонячних плямах, суперечливий висновок, який вона не могла пояснити. Через багато років фізик Артур Шустер підтвердив її відкриття та запропонував пояснення асиметрії. Сучасна наука та дані також підтвердили її спостереження щодо асиметричної природи сонячних плям. 1908 року разом з чоловіком як співавтором Енні Маундер опублікувала «Небеса та їхню історію» (чоловік вказав її як основну авторку). Книга була написана для читачів-любителів, містила її фотографії Сонця та Чумацького Шляху, в надії залучити більше людей до астрономії. У книзі розглядаються раптові земні магнітні бурі, що збігаються з періодом обертання сонячних плям, які спостерігалися під час затемнення 1898 року в Індії. Подружжя Маундерів вважало, що магнітні бурі складаються з позитивно та негативно заряджених наелектризованих частинок, «ідея, [яка] набагато передує більш відомим твердженням з цього приводу, і має багато спільного з нашим сучасним розумінням».
- Maunder, A S D; Maunder, H D (November 1897). Hints for Board Ship and Tent Life in India during the Eclipse Expedition of 1898. Journal of the British Astronomical Association. 8 (1): 38—39. Bibcode:1897JBAA....8...38R.
- Maunder, A S D; Maunder, E W (January 1898). Expedition for the Observation of the Total Solar Eclipse, August 9th, 1896. Mr. and Mrs. Maunder's Report. Memoirs of the British Astronomical Association. 6 (1): 20—21. Bibcode:1898MmBAA...6...20M.
- Maunder, A S D; Maunder, E W (February 1898). The Zodiacal Light. Journal of the British Astronomical Association. 8 (4): 174—176. Bibcode:1898JBAA....8..174W.
- Maunder, A S D (January 1902). Preliminary note on observations of the Total Solar Eclipse of 1901 May 18, made at Pamplemousses, Mauritius. Monthly Notices of the Royal Astronomical Society. 62: 57—63. Bibcode:1902MNRAS..62A..57M. doi:10.1093/mnras/62.1.57.
- Maunder, A S D; Maunder, E W (July 1903). Some Experiments on the Limits of Vision for Lines and Spots as applicable to the Question of the Actuality of the Canals of Mars. Journal of the British Astronomical Association. 13 (9): 344. Bibcode:1903JBAA...13..344M.
- Maunder, A S D; Maunder, E W (March 1904). Date of Passage of the Vernal Equinox from Taurus into Aries. Monthly Notices of the Royal Astronomical Society. 64: 488—505. Bibcode:1904MNRAS..64..488M. doi:10.1093/mnras/64.5.488.
- Maunder, A S D; Maunder, E W (April 1904). The Oldest Astronomy III. Journal of the British Astronomical Association. 14 (6): 241—426. Bibcode:1904JBAA...14..241M.
- Maunder, A S D; Maunder, E W (June 1905). Rotation Period of the Sun from Greenwich Sun-spot Measures, 1879-1901. Monthly Notices of the Royal Astronomical Society. 65: 813—825. Bibcode:1905MNRAS..65..813M. doi:10.1093/mnras/65.8.813.
- Maunder, A S D (May 1907). An Apparent Influence of the Earth on the Numbers and Areas of Sun-spots in the Cycle 1889-1901. Monthly Notices of the Royal Astronomical Society. 67 (7): 451—476. doi:10.1093/mnras/67.7.451.
- Maunder, A S D (January 1909). Catalogue of Recurrent Groups of Sun Spots for the Years 1874 to 1906 Compiled by Mrs. Annie S. D. Maunder, from the Ledgers of Groups of Sun Spots Published in the Greenwich Observations, 1886-1907. Greenwich Observations in Astronomy, Magnetism and Meteorology Made at the Royal Observatory. Series 2. 69: O1—O50. Bibcode:1909GOAMM..69O...1M.
- Maunder, A S D (August 1907). The "Highways" and the "Waterways" of Mars. Knowledge & Scientific News. 4 (8): 169—171.
- Maunder, A S D (June 1911). An Apparent Influence of the Earth on the Numbers and Areas of Sun-spots in the Cycle 1889-1901. The Observatory. 34 (436): 236—239. Bibcode:1911Obs....34..236M.
- Maunder, A S D (October 1912). The Date of the Bundahis. The Observatory. 35 (453): 362—367. Bibcode:1912Obs....35..362M.
- Maunder, A S D (November 1912). The Zoroastrian Star-Champions. The Observatory. 35 (454): 393—396. Bibcode:1912Obs....35..393M.
- Maunder, A S D (December 1912). The Zoroastrian Star-Champions. The Observatory. 35 (455): 438—443. Bibcode:1912Obs....35..438M.
- Maunder, A S D (March 1913). The Zoroastrian Star-Champions. The Observatory. 36 (459): 136—141. Bibcode:1913Obs....36..136M.
- Maunder, A S D; Maunder, E W (January 1923). La Période de Rotation du Soleil d'après les Orages Magnétiques. Bulletin de l'Observatoire de Lyon. 6: 19—21. Bibcode:1923BuLyo...6...19M.
- Maunder, A S D; Maunder, E W (June 1924). The Rotation Period of the Sun as Derived from Magnetic Storms. Monthly Notices of the Royal Astronomical Society. 84 (8): 610—615. Bibcode:1924MNRAS..84..610M. doi:10.1093/mnras/84.8.610.
- Maunder, A S D (August 1934). The Origin of the Symbols of the Planets. The Observatory. 57 (723): 238—247. Bibcode:1934Obs....57..238M.
- Maunder, A S D (September 1934). Old Cometary Records. The Observatory. 57 (724): 278—281. Bibcode:1934Obs....57..278M.
- Maunder, A S D (December 1936). The Origin of the Constellations. The Observatory. 59 (751): 367—375. Bibcode:1936Obs....59..367M.

### Стипендія Королівського астрономічного товариства
Через 10 місяців після того, як заборону на членство жінок було знято, у листопаді 1916 року Енні Маундер обрали до Королівського астрономічного товариства (КАТ). 25 листопада 1891 року вона стала членкинею БAA, трохи більше року після того, як її чоловік брав участь у її заснуванні в 1890 році. Маундер двічі працювала редакторкою журналу БAA: спочатку з 1894 по 1896 рік, а потім з 1917 по 1930 рік. Хоча з 1875 року її чоловік був стипендіатом КАТ, він хотів створити асоціацію людей з усіх верств суспільства, які цікавилися астрономією, особливо для жінок. Енні Маундер вперше висунули на вибори до КАТ частково за рекомендацією чоловіка. Разом з нею були ще дві номінантки, Елізабет Браун і Еліс Еверетт. На зборах у квітні 1892 року жодна з трьох жінок не отримала три чверті голосів, необхідних для обрання. Один стипендіат сказав, що жінки здебільшого відволікатимуть увагу та будуть просто соціальним елементом зустрічей, не приносячи особливої користі. Енні Маундер не змирилася з упередженнями щодо неї та інших жінок у сфері, яку займали переважно чоловіки, і особливо не погодилася з результатами виборів до КАТ 1892 року.

## Спадщина
Кратер Маундер на Місяці спільно названий на честь Волтера та Енні Маундер, як і Мінімум Маундера.
У 2016 році КАТ заснувала медаль Енні Маундер за видатний внесок у поширення інформації та залучення громадськості до астрономії та геофізики.
У червні 2018 року було оголошено, що Королівська обсерваторія в Гринвічі встановила новий телескоп у своєму Альтазимутальному павільйоні, Астрографічний телескоп Анни Маундер (AТАМ), у рамках відродження телескопії в Лондоні завдяки чистішому повітрю та передовій технології. На першому поверсі будівлі також має бути виставка про історію Маундерів.
У березні 2022 року Англійська спадщина відкрила блакитну меморіальну дошку Енні та Волтеру Маундерам на їхньому колишньому будинку в Броклі, південний Лондон. Коли вони жили в Броклі, подружжя Маундерів написало «Небеса та їхню історію» (1908).
1 квітня 2022 року в космос було запущено супутник, названий на її честь (СuSat 23 або «Енні», COSPAR 2022-033M) у складі супутникового угруповання Aleph-1.
У 2023 році ім'я Енні Маундер було присвоєно астероїду, який отримав назву Anniemaunder.